# Bård Breivik
Bård Breivik (23. november 1948 i Bergen - 10. januar 2016 i Oslo) var en norsk billedhugger. Han regnes som en foregangsmand inden for konkrete objekter og skulptur.
Han var uddannet fra Bergens Kunsthåndverksskole (1967–1970) og Central Saint Martins College of Art and Design i London (1970–1971).
Breivik var en af Norges internationale og mest markante billedkunstnere. Han er optaget af håndværkstraditioner og har gennem årene og efter flere rejser verden rundt, studeret og brugt forskellige håndværksteknikker i sine arbejder. Han har ca. 70 udstillinger over hele verden bag sig. Han er indkøbt af museer og samlinger i Norden, Vesteuropa og Nordamerika. Han har udført en række offentlige og private udsmykninger. Et større arbejde i det offentlige rum er søjlerne på Torgallmenningen i Bergen.
Han har også udformet Tusenårsstaden Gulatinget som er et monument over tingstedet. Det består af «Tingveggen», «Tinghella» og «Eldsirkelen» og blev højtideligt åbnet den sidste weekend i august 2005.
Han har været professor i skulptur ved Kunstakademiet i Stockholm 1982-85. Han bor og arbejder i Oslo, Sibbhult i Sverige, Beijing og Xiamen i Kina. Han modtog Ingeborg og Per Palle Storms ærespris i 2009 og Anders Jahres kulturpris i 2011.

## Arbejder
| - Kunstnerforbundet, Oslo (2011) - Bærum Kunstforening, Oslo (2011) - Galleri Andersson / Sandström, Umeå (2010) - Galleri Anhava, Helsingfors (2009) - "Referat 76-08" Sørlandets Kunstmuseum (2008) - Galleri Bouhlou, Bergen (2007) - Bomuldsfabriken, Arendal (2007) - Vida, Öland (2006) - Skulpturens Hus, Stockholm (2006) - Galleri Brandstrup, Oslo (2006) - "Vortex – works in progress" Nasjonalmuseet for kunst, arkitektur og design, Oslo (2006) - Galleri Riis, Oslo (2005) - Galleri Anhava, Helsingfors (2004) - Galleri Riis & Galleri Brandstrup, Oslo (2003) - The Chinese European Art Centre, Xiamen (2000) - «Man Man Lai» Bomuldsfabriken Arendal (1999) - Samtidskunstmuseum, Oslo (1998) - Malmö Konstmuseum (1996) - Kunstnersforbundet i Oslo (1996) - Samtidskunstmuseum, Oslo (1994) - German van Eck, New York (1992) - Lillehammer Kunstmuseum (1992) - Galleri Artek, Helsingfors (1992) - Millesgården, Stockholm (1992) - Citadel, Oslo (1990) - German van Eck Gallery, New York (1990) - Centre for Contemporary Art, Chicago (1990) - Galleri Stefan Anderson, Umeå (1989) - Galleri Artek, Helsingfors (1989) - Galleri Riis, Oslo (1989) - Festspillutstillingen, Bergens Kunstforening (1988) - Edward Thordens Galleri, Göteborg (1988) - German van Eck Gallery, New York (1988) - «Granit» Belfort Frankrike (1988) - Høymagasinet, Galleri Riis, Oslo (1987) - Galleri Eklund, Umeå(1987) - Galerie Artek, Helsingfors (1986) - German van Eck Gallery, New York (1986) - Galleri Nordenhake, Malmö (1985) - Bergen Billedgalleri (1985) - Galleri Riis, Oslo (1985) - Norrköpings Konstmuseum (1984) - Galleri Nordenhake, Malmö(1983) - Galeri Nemo, Eckenförde (1983) - Galleri Aronowitsch, Stockholm (1982) - Galleri Pictura, Lunds Universitet (1982) - Oscarsson-Hood Gallery, New York (1982) - «Fiber» Henie-Onstad Kunstsenter Høvikodden (1981) - Trondhjems Kunstforening (1981) - Galleri Sculptor, Helsingfors (1981) - Galleri Wallner, Malmö (1979) - Galleri Dobloug, Oslo (1979) - Galleri 1, Bergen (1974) | - Third Beijing Art Biennale (2008) - Blickachsen IV, Bad Homburg v.d. Höhe (2005) - Rikshospitalet, Oslo (1997) - La Hora del Norte, Nordisk samtidskunst, Madrid (1995) - Juxtaposition, Charlottenborg, København (1993) - Sao Paulo Biennale (1991) - Wanås Slottspark (1990) - Socrates Sculpture Garden, New York (1990) - Kulturlandskap Nordland, Narvik (1990) - Dörrie Priess Gallery, Hamburg (1990) - «Northlands» MOMA, Oxford Trinity College, Dublin (1990) - «Meeting in the North» Kunstnernes Hus, Oslo (1989) - Forum, Hamburg (1989) - «3 Contemporary Norwegian Artists» Centro Culturale Arte Contemporaneo Mexico (1988) - «Scandinavia Today» Seibu Museum of Art, Tokyo (1987) - «Norealis» DAAD Galerie, Berlin (1987) - «Scandinavia Today» Seibu Museum of Art, Tokyo (1987) - «La Biennale di Venezia»- Norges representant (1986) - «Nordanad» Musée des Arts Decoratifs- Paris & Malmö Konsthall (1986) - «Sculpture Unbound», New York (1986) - «Art in Norway Today», London (1985) - «Kunst in Norwegen Heute» Neue Galerie Aachen (1985) - «Borealis 2: The Nordi Biennial» Henie-Onstad Kunstsenter Høvikodden (1985) - «ARS '83» Athenaeums Konstmuseum, Helsingfors (1983) - «Sleeping Beauty: Scandinavian Art Now» Guggenheim Museum, New York (1982–1983) - «Materia/Minne» vandreutstilling Lund/ Helsingfors/ København/ Oslo (1981) - «Norwegische Kunst Heute» Kunsthalle zu Kiel (1981) - «LYN utstilling» Bergens kunstforening (1980) - «Shelter / Öga mot Öga» Liljevalchs Konstmuseum, Stockholm (1977) - «Ny Bergensskulptur» Oslo Kunstforening (1972) |

### Udsmykninger
| - Autolitten ved Auto 23 bygget i Fyllingsdalen (2012) - Institutt for Informatikk (IFI), Universitetet i Oslo (2011) - Klosterenga, Oslo (2010) - Kuben, Bergen og Oslo (2010) - Jibon Tari / Boat of Life, Cambonida (2010) - Blickachsen 5, Bad Homburg (2005) - «Gulatinget» Sogn Fjordane (2004) - Klosterenga Skulpturpark, Oslo (1999) - «Standing Stones», London (1999) - Torgallmenningen, Bergen (1998) - Jussi Björling platsen, Göteborg (1994) - Lunds Universitet (1993) - Lillehammer kunstmuseum (1992) - «Citadel», Oslo (1990) - Socrates Sculpture Garden, New York (1990) - Kulturlandskap Nordland, Narvik (1990) - Christieparken, Bergen (1989) - Wanås Slottspark (1987) - Norsk Hydro, Bergen (1986) - «A Wall Cut Through» Borealis I, Høvikodden (1985) - Regjeringsbygningen, Oslo (1981) - Nationaltheateret Stasjon, Oslo (1980) - Laksevåg yrkesskole (1978) - Universitetet i Bergen (1976) | - Ateneum, Helsingfors - Bergen Art Museum - Bergen Billedgalleri - Centro Cultural Arte Contemporaneo Mexico - Fredrik Roos Collection, Rooseum, Malmö - Göteborgs Konstmuseum - Henie-Onstad Kunstsenter, Høvikodden - Kunsthalle zu Kiel - Lübeck Museum - Malmö Konsthall - Malmö Museum - Moderna Museet, Stockholm - Norrköpings Konstmuseum - Power Collection, Sydney - Rogaland Kunstmuseum Stavanger - Samtidskunstmuseum, Oslo - Sara Hilden Art Museum, Tammerfors, Finland - Stavanger Art Museum - Trøndelag Kunstmuseum Trondheim |

- Klosterenga Skulpturpark i Oslo
- Gulatinget med Breiviks skulptur
- Torgallmenningen i Bergen. Bård Breivik har udformet søjler og glastag langs husene fra 1920-tallet